# Reinette du Mans
 (septembre 2011).
Si vous disposez d'ouvrages ou d'articles de référence ou si vous connaissez des sites web de qualité traitant du thème abordé ici, merci de compléter l'article en donnant les références utiles à sa vérifiabilité et en les liant à la section « Notes et références ».

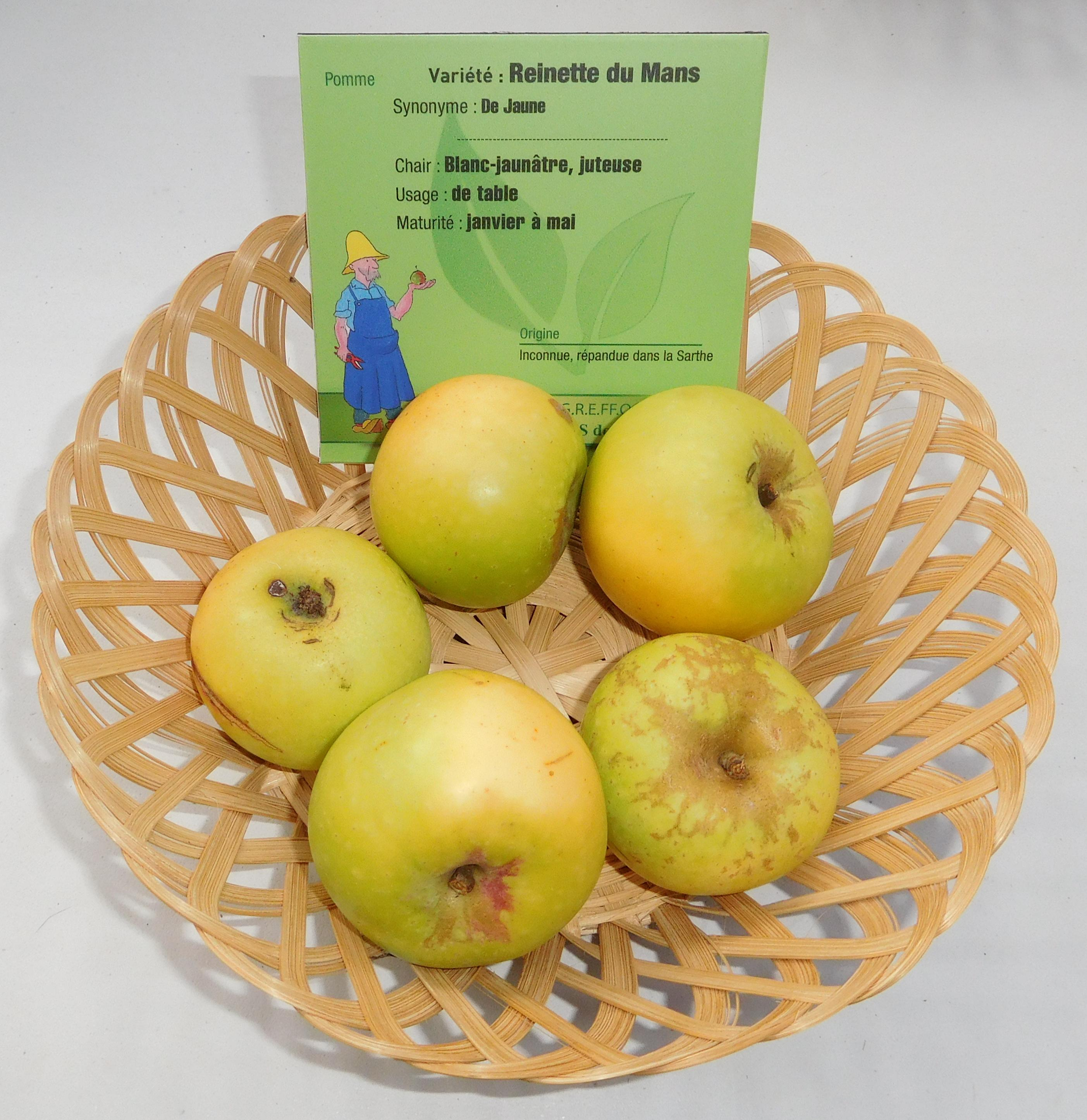
Corbeille de Reinette du Mans.

La Reinette du Mans est une variété de pomme originaire de la Sarthe (canton de Montfort-le-Gesnois) où elle est cultivée depuis le début du XIXe siècle.

## Synonymes
« De Jaune », « Petit Jaune », « D'Argent » (en Indre-et-Loire), « Breton », « Pape » et « Reine de Mai ».

## Fruit
La Reinette du Mans est une pomme charnue, moyenne à grosse, plus large que haute, au goût légèrement acidulé. Elle est très appréciée des amateurs de pommes pour son parfum vanillé.
Son épiderme lisse, de couleur jaune-vert clair ponctué de petites taches grises, peut foncer à l'insolation.
La chair blanche à blanc jaunâtre est d'abord juteuse et ferme puis devient fondante durant sa maturité.
Le fruit peut être consommé cru en automne, cuit (excellent pour les tartes Tatin par exemple) ou en compote.
Il contient 25 mg/100 g de vitamine C.

## Culture
Cet arbre de bonne vigueur, à port étalé, est productif et autofertile. Il peut être cultivé en montagne grâce à sa rusticité et sa floraison tardive. Les formes naines lui conviennent très bien.
Il résiste à la tavelure mais craint la fumagine. Pour éviter le chancre nectrien, éviter les endroits humides.
Les fruits sont matures au début de l'automne et conservés dans de bonnes conditions, ils peuvent être consommés jusqu'à la fin du printemps.